# 雙聯學制
雙聯學制，為中華民國教育部於2004年開始推行的一種國際學術交流模式，是比姊妹校或交換學生更進一步的跨國校際合作關係。事實上，雙聯學制在世界各國的教育體系也早已行之有年，特別在歐盟國家更是屢見不鮮。一般而言，所謂雙聯學制指的是雙聯學位（Joint Dual—degree） 所產生出的一種新興學程，並不等同於雙學位（Double Degree）。

## 源起
由於以往國外留學生欲來台就學皆需依照「僑生回國就學及輔導辦法」及「外國學生來華留學辦法」辦理，而其適用對象之資格、條件限制嚴格，且以新生為主，造成台灣僑民教育及國際學生來台留學的極大困擾，有鑑於此，教育部乃頒布「國內大學校院與國外大專校院辦理雙聯學制實施要點」，以方便國內外學生之交流。

## 何謂雙聯學制
所謂「雙聯學制」即是指簽有合作協定的兩校間之大學生或研究生，在原本學校修業滿至少兩學期後，即可免考托福、GRE或其他相關入學測驗而直接至有合作協定的學校就讀，繼續修習剩下的相關學分，只要符合雙方學校的畢業資格後，就可以較短的修業年限同時取得兩校的學位。雙聯學制不僅提供國外學生來台留學的另一管道，而國內學生亦可循此模式赴國外留學。
雙聯學制是將簽有合作協定的兩校學程視為一體，兩校間的所有學分、學程互相承認，由於合作層面過於深入，因此國內學校所簽署的大多為需要另外通過合作學校教授之審查，或其他相關入學測試的雙學位制。台灣目前僅有少數學校簽署有免考托福、GRE或其他相關入學測驗的正統雙聯學制。

## 雙聯學制合作模式
雙聯學制目前分別有1+2+1學士、2+2學士、1+1碩士和3+2學碩士及博士雙聯等模式，所合作對象的國外學校必須是外國政府機關認可，且其學位經中華民國政府承認之大學院校。由於雙聯學制涉及學位的授予，與一般交換學生僅止於學分的授予大不相同，因此對於所合作學校的學生程度必須得要有極高信賴度，而這也造成國內學校與國外學校簽定雙聯學制的困難度，通常能夠成功簽定跨國雙聯學制的大學院校除了擁有長久而密切的姊妹校關係，該所大學在世界大學排名的表現也是非常關鍵。

## 台灣
目前台灣僅有少數大學院校成功與國外大學簽定雙聯學制協定，但其中只有少部份學校能夠簽訂全校性合作協定，大部份僅為系所間之協定，以下為台灣簽訂有跨國雙聯學制學校名單：

### 全校性雙聯學制

#### 普通校院
- 國立臺灣大學
  - 美國天普大學（3+2學碩士）

- 國立清華大學
  - 美國紐約州立大學石溪分校（GOM全球營運科技管理雙聯碩士）
  - 瑞典林雪平（Linköping）大學（3+2學碩士）
  - 美國凱斯西儲大學
  - 加拿大滑鐵盧大學（雙聯博士）
  - 英國利物浦大學（雙聯博士）
  - 法國特魯瓦科技大學（雙聯博士）
  - 法國"n+i"理工學院聯盟（雙聯碩士）
  - 巴黎南區大學（雙聯博士）
  - 德國杜賓根大學（雙聯博士）
  - 捷克科技大學（雙聯博士）
  - 印度理工學院馬德拉斯分校（雙聯博士）
  - 以色列理工學院（雙聯博士）

- 國立成功大學
  - 美國凱斯西儲大學（3+2學碩士）
  - 美國天普大學（3+2學碩士）

- 國立中央大學
  - 美國紐約大學理工學院（1+2+1學士）[1][2]（全國第一所選送學士班學生的學校，詳細資料可參照所提供之註解或學校）

- 國立中正大學
  - 美國匹茲堡大學（碩博士）
  - 美國西密西根大學（學士）
  - 美國威斯康辛大學拉克羅司分校（碩士）
  - 美國矽谷大學（學碩士）
  - 澳洲昆士蘭科技大學（博士）
  - 日本東北大學（碩士）

- 國立中山大學
  - 美國天普大學（3+2學碩士）
  - 比利時根特大學

- 國立中興大學
  - 日本佐賀大學
  - 日本豐田工業大學
  - 澳洲拉羅普大學
  - 捷克捷克科技大學
  - 美國凱斯西儲大學
  - 美國德拉瓦大學
  - 美國聖路易華盛頓大學
  - 厄瓜多太平洋大學
  - 法國國立農學院
  - 法國n+i理工學院聯網
  - 紐西蘭梅西大學
  - 馬來西亞新紀元學院

- 國立臺北大學
  - 美國天普大學（3+2學碩士,1+1碩士）
  - 美國波士頓大學（1+1碩士）
  - 法國雷恩商學院（3+1學士,3+1.5學碩士,1+1.5碩士）
  - 瑞士凱撒里茲飯店管理大學（3+2學碩士）
  - 瑞士飯店管理學院（2+2學士,3+2學碩士）
- 國立臺灣海洋大學
  - 法國里爾第一大學（博士雙聯）
  - 韓國濟州大學（博士雙聯）
  - 泰國亞洲理工學院（1+1碩士,3+2學碩士）
  - 丹麥洛斯基勒大學（博士雙聯）

- 逢甲大學
  - 俄羅斯托木斯克大學（1+1碩士）
  - 美國南新罕布夏大學（1+1碩士）
  - 美國天普大學（3+2學碩士）
  - 英國西蘇格蘭大學（University of West Scotland）（商學院）

以下隸屬逢甲大學國際科技管理學院 該學院僅提供雙聯學士學程：
- - 昆士蘭大學（2+2商學學士）
  - 墨爾本皇家理工大學（2+2商學學士）
  - 普渡大學（2+2電機學士）
  - 舊金山州立大學（2+2電機學士）
  - 聖荷西州立大學（2+2商學學士/2+2電機學士）

- 國立東華大學
  - 澳洲新南威爾斯大學（3+1+X學碩士）
  - 美國德州大學阿靈頓分校（1+1碩士、4+1學碩士）
  - 日本長崎大學（1+1碩士）
  - 美國史蒂文斯理工學院

- 輔仁大學
  - 美國天普大學（3+2學碩士）

- 東海大學
  - 美國天普大學（3+2學碩士）

- 中原大學
  - 美國天普大學（2+2學士/3+2學碩士）
  - 美國威大密爾瓦基分校電機與資訊工程雙學士學位學程 （2+2學士）

- 銘傳大學
  - 英國諾桑比亞大學 （3+1學士）

- 大葉大學
  - 美國南新罕布夏大學（3+1 學士、1+1 碩士）
  - 美國阿肯色科技大學（3.5+1+0.5 學碩士）
  - 美國杜比克大學（3.5+1 學碩士）
  - 美國底特律梅西大學（1+1 碩士）
  - 美國德州健康與科學大學（2+2+1.5 學碩士）
  - 日本長崎外國語大學（2.5+2 學士）
  - 義大利帕勒莫大學（（1+1 碩士）
  - 義大利馬蘭格尼時尚與設計學院（1+1碩士）
  - 瑞士工商酒店管理學院（3+1 學士）
  - 瑞士格里昂高等教育管理學院（1+1 碩士）
  - 瑞士雷赫士旅館管理大學（1+1 碩士）簽訂中
  - 澳洲昆士蘭科技大學（3+1 學士）

#### 師範校院
- 國立臺灣師範大學
  - 美國天普大學（3+2學碩士）
- 國立臺中教育大學
  - 紐約理工學院

#### 科技大學
- 國立臺灣科技大學
  - 國立莫斯科大學（雙聯博士）
  - 美國天普大學（3+2學碩士）
  - 日本九州大學（雙聯博士、雙聯碩士）
  - 日本九州工業大學（雙聯博士、雙聯碩士）
  - 日本德島大學（雙聯博士、雙聯碩士）

- 國立臺北科技大學
  - 美國德州州立大學阿靈頓分校（EMBA高階管理碩士雙聯） （页面存档备份，存于）

- 明新科技大學
  - 美國西東大學（MBA工商管理碩士雙聯）

- 清雲科技大學
  - 美國科羅拉多大學（3+2學碩士）
  - 越南河內經營管理大學（3+2學碩士、1+1碩士、2+2學士）

- 景文科技大學
  - 英國密德薩斯大學（3+1學士）

- 南榮技術學院
  - 美國西北理工大學（1+2+1學士）

- 德明財經科技大學
  - 美國明尼蘇達州立大學（3+1學士）

- 中國科技大學（台灣）
  - 美國明尼蘇達州立大學（3+1學士）

- 國立高雄餐旅大學
  - 英國伯明罕大學（2+2學士）

### 系所雙聯學制
- 國立臺灣大學
  - 工學院—美國南卡羅萊納大學（3+2學碩士） [3]
  - 管理學院—日本早稻田大學商學部（Waseda School of Commerce）[4]
  - 管理學院—日本京都大學經營管理大學院（Graduate School of Management, Kyoto University）[5]
  - 管理學院—中國北京大學光華管理學院（Guanghua School of Management）[6]
  - 法律學院—日本東北大學法學研究科
  - 法律學院—九州大學法學院
  - 政治學系—日本早稻田大學政治經濟學部（Waseda School of Political Science and Economics）[4]
  - 政治學系、社會科學院、管理學院—日本早稻田大學國際教養學部（Waseda School of International Liberal Studies）[4]
- 國立臺灣海洋大學
  - 食品科學系、水產養殖學系、生命科學暨生物科技學系、海洋生物研究所與環境生 物與漁業科學學系—日本長崎大學[7]
- 國立臺灣科技大學
  - 管理學院 —澳洲昆士蘭大學（The University of Queensland）（1+1碩士）[8]
- 國立清華大學
  - 理工、電資學院—加拿大滑鐵盧大學奈米科技學院（Institute for Nanotechnology, University of Waterloo）（共同指導雙聯博士學位）（限清華或滑鐵盧碩士畢業生）[9]
- 國立交通大學
  - 理工、電資學院—加拿大滑鐵盧大學奈米科技學院（Institute for Nanotechnology, University of Waterloo）（共同指導雙聯博士學位）（2+2 PhD co—tutelle）[10]
  - 電機學院—比利時魯汶大學電子所（Katholieke Universiteit Leuven Electrical Engineering）（1+1碩士）
  - 科技法律研究所—美國芝加哥馬歇爾法學院（John Marshall Law School）（1+1碩士）
  - 科技創業管理學程暨ＭＢＡ雙學位—美國西雅圖華盛頓大學（1+1碩士）
  - 生物科技管理學程—美國西雅圖華盛頓大學（1+1碩士）
  - 電機學院不分系菁英班—美國加州柏克萊大學（2+2學士）
- 國立成功大學
  - 電機工程學系—U.S. Polytechnic Institute of NYU（Dual Ph.D. Program）
  - 電機工程學系—U.S. Texas Tech University（Dual Ph.D. Program）
  - 電機工程學系—義大利米蘭大學（Dual Ph.D. Program）
  - 都市計畫學系—英國曼徹斯特大學環境與發展學院（SED, University of Manchester）（1+1 碩士）[11]
  - 都市計劃學系—英國里茲大學運輸研究中心（ITS, Leeds University）（1+1 碩士）[12]
- 國立政治大學
  - 經濟學系—澳洲昆士蘭大學（The University of Queensland）（2+2學士）[13]
  - 韓國語文學系碩士班—韓國成均館大學國語國文學系（Sungkyunkwan University）[14]、韓國漢陽大學國語國文學系（Hanyang University）[14]
  - 台灣文學研究所—韓國成均館大學東亞學術院東亞系（Sungkyunkwan University）[15]
  - 資訊科學所—日本金澤大學日本金澤大學自然科學研究科電子情報科學專攻（Kanazawa University）[16]
- 國立中正大學
  - 教育學院—美國匹茲堡大學（碩士、博士）
  - 管理學院—日本東北大學（碩士）
- 國立東華大學
  - 族群關係與文化研究所—澳洲麥覺理大學（DEG, Macquarie University）（博士雙聯）
  - 會計學系—日本東北大學國際會計政策學院（IGSAP, Tohoku University）（1+1 碩士）
  - 財務金融學系—日本長崎大學經濟學院（GSE, Nagasaki University）（1+1 碩士）
  - 企業管理學系—澳洲格里菲斯大學商學院（GBS, Griffith University）（3+1 學士）（1+1 碩士）
  - 企業管理學系—美國德州大學阿靈頓分校商學院（CoB, University of Texas at Arlington）（3+1 學士）（1+1 碩士）
  - 管理學院—法國雷恩高等商學院（ESC Rennes School of Business）（3+1 學士）（3+1.5 學碩士）（1+1.5 碩士）
  - 人文社會科學學院—日本廣島大學大學院社會科學研究科（GSSS, Hiroshima University）（1+1 碩士）
- 國立中山大學
  - 亞太營運管理EMBA聯合學程—香港中文大學管理學院（1+1碩士）
  - 教育所博士班雙聯學位—比利時根特大學教育研究學系（2+1+1博士）

- 國立臺灣師範大學
  - 教育心理與輔導學系—美國密蘇里大學教育、學校和諮商心理學系（1+1碩士）（3學士＋2碩士）
  - 歐洲文化與觀光研究所—法國昂傑大學觀光學院（1+1碩士）
- 國立臺北護理健康大學
  - 護理系—澳洲昆士蘭科技大學（2+2學士）
  - 護理系—英國貝德福德大學（2+2學士）
  - 健康事業管理系—澳洲迪肯大學（2+2學士）
- 國立高雄餐旅大學
  - 國際學院應用英語系—英國伯明罕大學酒店暨觀光管理系（2+2雙聯學制課程）
- 國立彰化師範大學
  - 企管系—美國加州州立大學,Fresno分校（2+2雙聯學制課程）
  - 輔諮所—美國加州州立大學,Fresno分校（1+1雙聯學制課程）
  - 光電所—美國加州州立大學,Fresno分校（1+1雙聯學制課程）
- 國立高雄海洋科技大學
  - 水圈、管理學院—日本長崎大学 水產環境科學総合研究科博士前期課程
- 逢甲大學
  - 商學院、金融學院—英國西蘇格蘭大學（3+1學士）
  - 工學院、資電學院—美國威斯康辛大學密爾沃基分校（1+1碩士）
  - 資訊工程學系—澳洲昆士蘭科技大學（1+1碩士、3+1學士）
  - 國際科技與管理學院 全球物流與海運管理—澳洲塔斯馬尼亞大學[17]
- 靜宜大學
  - 寰宇管理學士學位學程—美國CSUMB加州州立大學蒙特瑞灣分校（2+2學士）
  - 寰宇管理學士學位學程—美國印第安納波利斯大學（2+2學士）
  - 寰宇管理學士學位學程—美國萊德大學（3+1學士）
  - 寰宇管理學士學位學程—德國紐倫堡科技大學（3+1學士）
  - 寰宇管理學士學位學程—德國科隆商學院—歐洲應用科技大學（3+1學士）
  - 國際碩士學位學程—法國里昂天主教大學（1+1碩士）
- 元智大學
  - IEMBA 跨國菁英碩士在職專班—荷蘭NIMBAS管理學院（1+1碩士）
  - 工管所碩士雙學位學程—美國喬治華盛頓大學（2+2學士）
  - 管理學院—美國明尼蘇達大學人力資源發展碩士（1+1碩士）
  - 資管組—澳洲西雪梨大學 MBA（Master of Business & Administration）碩士（1+1碩士）
  - 資科組—澳洲西雪梨大學資訊與通訊技術碩士（ MICT）（1+1碩士）
- 東吳大學
  - 普渡大學卡路莫校區生物科技學系
- 長庚大學
  - 亞太營運管理EMBA聯合學程—香港中文大學管理學院（1+1碩士）
- 和春技術學院 （页面存档备份，存于）
  - 企業管理系—美國紐約麥戴爾（Medaille College）（2+2學士）
- 長榮大學
  - 資訊暨工程學院—澳洲昆士蘭科技大學 科學與工程學院（Science and Engineering）（2+2學士）
- 華夏科技大學
  - 室內設計系—紐西蘭Whiteria國立理工學院（3+1雙聯學制課程）

## 中國大陸
- 北京清華大學—德國阿亨工業大學（RWTH Aachen University）（1+1 碩士）（工業工程學系、汽車工業工程學系）[18]
- 北京清華大學—新加坡國立大學（National University of Singapore）（1+1 碩士）（物流學系）[18]
- 北京清華大學—加拿大滑鐵盧大學（3+2 學、碩）（計算機科學與技術學系）[19]
- 北京清華大學—美國卡内基梅隆大学（Carnegie Mellon University）（1+1 雙碩士）（電腦科學）[20]
- 美國密西根大學上海交通大學聯合學院（UM—SJTU Joint Institute）（2+2 學士）[21]（航太工程、生醫工程、化工、土木、電腦工程、電腦科學、地球系統科學與工程、電機工程、工程物理、環境工程、工業與運籌工程、材料科學工程、機械工程、海軍結構與海洋工程、核子工程與放射科學）[22]

- 中山大學—美國卡內基美隆大學（CMU）（MS+PhD）（電機與電腦工程學系）（近期內開放申請）[23]
- 復旦大學—瑞典皇家理工學院（KTH）（1+1 碩士）（微電子研究院）
- 復旦大學—荷蘭代爾夫特理工大學（TU Delft）（1+1 碩士）（微電子研究院）
- 西南交通大學—美國紐約大學理工學院（1+2+1學士）[24][25]（中國第一所選送學士班學生的學校，詳細資料可參照所提供之註解或學校）
- 華南理工大學—美國紐約大學理工學院（1+2+1學士）
- 北京师范大学珠海分校国际金融学院—伦敦城市大学卡斯商学院（2+2学士）

## 新加坡
- 新加坡国立大学（NUS）—英國劍橋大學（學士逕讀碩士）（Concurrent Degree Program—Bachelor of Computing（Information Systems）from NUS and Master of Philosophy in Management from Judge Business School, Cambridge University）[26]
- 新加坡国立大学（NUS）—日本早稻田大學（雙學士）（Double Degree Program—Bachelor with Honours Degree from NUS and Bachelor of Arts in International Liberal Studies from Waseda University）[26]
- 新加坡国立大学（NUS）—美國紐約大學（法學士逕讀法碩士）（Concurrent Degree Program—Bachelor of Laws from NUS and Master of Laws from NYU Law School）[26]
- 新加坡国立大学（NUS）—澳洲墨爾本大學（雙聯學士）（Joint Bachelor of Engineering（Civil Engineering） [26]
- 新加坡国立大学（NUS）—美國布朗大學（學士逕讀科學碩士）（Bachelor of Science（Computational Biology Honours）from NUS and Scientiae Magister in Computer Science（Computational Biology）from Brown University） [26]
- 南洋理工大學（NTU）—美國喬治亞理工學院（電腦工程學或電腦科學學士逕讀碩士）（NTU—Georgia Tech Integrated Programme in Computer Science/Computer Engineering）[27]

## 美國
- 麻省理工學院（MIT）—新加坡科技設計大學（Singapore University of Technology and Design）（雙碩士學位）（MIT—SUTD Dual Masters' Programme）[28]

在此雙碩士學位計畫下，麻省理工學院合作授與下列專業：
- 土木與環境工程碩士—主修環境與水品質工程（Environmental and Water Quality Engineering）
- 土木與環境工程碩士—主修大地科技（Geotechnology）
- 土木與環境工程碩士—主修高性能結構（High-Performance Structures）
- 土木與環境工程碩士—主修交通運輸（Transportation）
- 工程製造碩士（Master of Engineering in Manufacturing）
- 工程與管理碩士（Master of Science in Engineering and Management）
- 物流工程碩士（Master of Engineering in Logistics）

- 在此雙碩士學位計畫下，新加坡科技設計大學合作授與工程碩士學位（Master of Engineering（Research））

- 康乃爾大學（Johnson, Cornell）—比利時魯汶大學（KU Leuven）（雙工商管理碩士）[29]
- 哥倫比亞大學（Columbia）—巴黎政治大學（Sciences Po）（雙新聞學專業碩士）[30]
- 哥倫比亞大學（Columbia）—南非金山大學（University of the Witwatersrand）（雙新聞學專業碩士）[30]

## 加拿大
- 滑鐵盧大學（Waterloo）—中國武漢大學（雙聯學士）（地理與環境管理）[31]
- 英屬哥倫比亞大學（UBC）—法國巴黎政治大學（雙學士）（歷史、經濟、或政治學系）（Sciences Po）[32]
- 西門菲莎大學（SFU）—中國湖南大學（雙聯學士）[33]
- 西門菲沙大學（SFU）—香港浸會大學（雙聯學士）[33]

## 特殊跨國學位（三個國家以上）
- 歐洲理工學院 EIT ICT Labs[34]—雙碩士學位（Double Degrees）（含EIT ICT Labs 證書）[35]

涵蓋下列七種主修：
數位媒體科技（Digital Media Technology）
分散式系統與服務（Distributed Systems and Services）
嵌入式系統（Embedded Systems）
人機互動與設計（Human Computer Interaction and Design）
網路科技與架構（Internet Technology and Architecture）
安全與隱私（Security and Privacy）
服務設計與工程（Service Design and Engineering）

參與下列大學：
法國雷恩第一大學（University of Rennes 1, France）
芬蘭阿爾託大學（|Aalto University, Finland）
芬蘭奥布学术大学（Åbo Akademi University, Finland）
匈牙利布達佩斯科技經濟大學（BME, Budapest University of Technology and Economics, Hungary）
荷蘭埃因霍溫理工大學（Eindhoven University of Technology, The Netherlands）
法國電信礦業學院聯盟（暫譯）（Institut Mines—TÉLÉCOM, France）
瑞典皇家工學院（KTH, Royal Institute of Technology, Sweden）
德國沙爾大學（Saarland University, Germany）
德國柏林工業大學（TU Berlin, Germany）
德國達姆施塔特工業大學（TU Darmstadt, Germany）
荷蘭台夫特理工大學（TU Delft, Delft University of Technology, The Netherlands）
法國巴黎第十一大學（The University Paris—Sud, France）
英國倫敦大學學院（University College London, UK）
法國尼斯大學（University of Nice Sophia Antipolis, France）
芬蘭圖爾庫大學（University of Turku, Finland）
荷蘭屯特大学（University of Twente, The Netherlands）
法國特倫託大學（UNITN—University of Trento, France）
法國巴黎第六大學（UPMC Sorbonne Universites, France）

- Universitas 21 大學聯盟—雙聯博士學位（Joint PhDs）[38]

涵蓋下列大學
澳洲：墨爾本大學（University of Melbourne）; 新南威爾斯大學（University of New South Wales）; 昆士蘭大學（University of Queensland）

加拿大：不列顛哥倫比亞大學（University of British Columbia）; 麥吉爾大學（McGill University）

香港：香港大學（University of Hong Kong）

印度：德里大學（University of Delhi）

愛爾蘭：都柏林大學（University College Dublin

紐西蘭：奧克蘭大學（University of Auckland

南韓：高麗大學（Korea University）

瑞典：隆德大學（Lund University）

英國：伯明罕大學（University of Birmingham）; 愛丁堡大學（University of Edinburgh）; 格拉斯哥大學（University of Glasgow）; 諾丁漢大學（University of Nottingham）

- 北歐五科（Nordic Five Tech）—雙碩士學位（Double MSc Degree, taught in English）[39]

涵蓋下列七種主修
創新永續能源工程（Innovative Sustainable Energy Engineering）（first class planned 2013）
海洋工程（Maritime Engineering）（first class admitted 2011）
環境工程（Environmental Engineering）（first class admitted 2012）
永續城市運輸（Sustainable Urban Transition）（first class admitted 2012）
應用及工程數學（Applied and Engineering Mathematics）（first class admitted 2012）

參與下列大學:
瑞典查爾默大學（Chalmers University Of Technology, Gothenburg, Sweden）
芬蘭阿爾託大學（Aalto University, Helsinki, Finland）（Former Helsinki University Of Technology, TKK）
挪威科技大學（Norwegian University Of Science And Technology（NTNU）, Trondheim, Norway）
瑞典皇家工學院（KTH, Royal Institute of Technology, Stockholm, Sweden）
丹麥丹麥技術大學（Technical University Of Denmark（DTU）, Lyngby, Denmark）

- 歐洲伊拉斯莫斯世界計劃

- 歐洲 Top Industrial Managers for Europe（The T.I.M.E Association）[46]（待詳細）

- 美國南加州大學（USC）、義大利博科尼大學（Comercial University of Luigi Bocconi）、香港科技大學（HKUST）——世界商業學士學位（World Bachelor in Business）[47]